# Suspiria
Suspiria je italský horor režírovaný režisérem Dariem Argentem z roku 1977.

## Děj
Suzy Bannion, mladá a talentovaná Američanka, dojíždí do jedné baletní školy. Většinou to bývají prosluněná a klidná místa, ale tato škola skrývá děsivé tajemství. Jedna zdejší studentka zde byla zavražděna šílencem a každou noc se pak zjevuje za prostěradlem v ložnici. Učitelky na škole jsou skryté čarodějnice a chtějí, aby Suzy zemřela.

## Obsazení
| Jessica Harper   | Suzy Bannion |
| Stefania Cassini | Sara         |
| Flavio Bucci     | Daniel       |
| Miquel Bosé      | Mark         |
| Barbara Magnolfi | Olga         |
| Susanna Javiloci | Sonia        |